# Kyra Andrade
Pour les articles homonymes, voir Andrade.
Kyra Andrade, de son nom complet Kyra Sarahi Andrade Sosa, est une femme politique vénézuélienne née le 16 octobre 1986. Elle a été brièvement ministre des Communautés et des Mouvements sociaux entre juin 2017 et janvier 2018.

## Carrière politique
Elle est candidate du Parti socialiste unifié du Venezuela pour les élections législatives vénézuéliennes de 2015 dans l'État d'Anzoátegui, bien qu'elle soit inscrite sur les listes électorales de la municipalité de Sucre dans l'État de Miranda. En octobre 2013, elle est nommée responsable pour le ministère de l'Agriculture productive et des Terres pour l'État d'Anzoátegui pour la construction de 8 000 logements.